# Финал Кубка Федерации 2012
Финал Кубка Федерации 2012 года — решающие матчи 50-го по счету престижного командного женского теннисного турнира, проходившие в пражской O2 Arena с 3 по 4 ноября. Сборная Чехии второй год подряд стала сильнейшей командой турнира, обыграв команду Сербии по итогам одиночных матчей — 3-1. Победное очко команде Петра Палы принесла 25-летняя Луция Шафаржова, смогшая во второй раз за карьеру во взрослом туре переиграть вторую ракетку гостей — 27-летнюю Елену Янкович.

## Путь к финалу

### Чехия
- Первый круг. 4-5 февраля. Штутгарт. Германия — Чехия 2-3[1]

Чешки, чемпионки Кубка Федерации 2011 года, были второй сеяной командой в 50-м розыгрыше турнира и начали свой путь в первой мировой группе с выездного матча в Штутгарте на крытых хардовых кортах со сборной Германии. Гостьи добили победу уже по итогам первых трёх встреч, хотя каждый раз немки оказывали большое сопротивление, выигрывая первый сет. Ближе всех к победе была Юлия Гёргес, которая во втором матче довела борьбу до восемнадцатого гейма решающего сета. В ничего не решавших матчах команды обменялись победами.
- Полуфинал. 21-22 апреля. Острава. Чехия — Италия 1-4[2]

В полуфинале чешки впервые за шесть матчей турнира сыграли дома, на хардовых кортах стадиона «CEZ Arena». Хозяйки в полной мере отыгрались за разгромное поражение двухлетней давности, отдав итальянкам за пять матчей лишь два сета.
Хозяйки вновь выиграли первые три матча, но на этот раз не отдали соперницам ни сета, лишь дважды доведя дело ло борьбы на тай-брейке.
В ничего не решавшей четвёртой одиночной встрече Петр Пала позволил себе выпустить на игру Андреа Главачкову, номинально приглашённую лишь на парную встречу. Уроженка Пльзеня воспользовалась своим шансом, проиграв Саре Эррани лишь в трёх сетах.

### Сербия
- Первый круг. 4-5 февраля. Шарлеруа. Бельгия — Сербия 2-3[3]

Обе команды перед стартом встречи недосчитались своих лидеров: бельгийцы не смогли привлечь на матч Ким Клейстерс, а сербы — Ану Иванович. Для гостей проблемы усугубились после первого дня, когда из-за проблем с бедром выбыла из строя их вторая прима — Елена Янкович.
Елена, впрочем, успела сделать для своей сборной главное — принести одно очко в первый день. Та победа стала решающей — бельгийки усилиями Янины Викмайер довели борьбу до решающей парной встречи, где сербки усилиями Александры Крунич и Бояны Йовановски оказались чуть сильнее.
- Полуфинал. 21-22 апреля. Москва. Россия — Сербия 2-3[4]

Во втором круге подопечным Деяна Враньеша выпало встретится на выезде с действующими финалистками соревнования — командой России.
Гости привлекли на матч все свои лучшие силы, а хозяйки с трудом вызвали на матч лишь трёх теннисисток: кто-то отказался от вызова заранее, кто-то залечивал в этот момент травмы.
В итоге никто Елена Янкович уверенно выиграла оба своих одиночных матча и судьба встречи решалась в играх Аны Иванович: сербка уступила свой первый матч Светлане Кузнецовой, но во втором матче смогла обыграть Анастасию Павлюченкову. До пары, где россиянки имели формальное преимущество, дело дошло лишь после решения вопроса с побендителем матча.

## Перед матчем

### История встреч
Чехия и Сербия ни разу не играли между собой в новейшей истории обоих государств. В прошлой жизни сборные СФРЮ и Чехословакии играли трижды, каждый раз играя на нейтральном поле: чехословачки каждый раз выигрывали все матчи встречи.

#### Баланс матчей участников финала между собой на уровне WTA/ITF
Одиночный разряд; на 29 октября 2012 года; счёт от чешских теннисисток.
| Игроки     | Иванович | Янкович | Йовановски | Крунич |
| ---------- | -------- | ------- | ---------- | ------ |
| Квитова    | 1-3      | 1-0     | 0-0        | 1-0    |
| Шафаржова  | 4-2      | 1-5     | 0-0        | 0-0    |
| Градецка   | 0-1      | 0-0     | 0-0        | 0-0    |
| Главачкова | 0-3      | 0-0     | 1-0        | 0-1    |

### Составы и состояние команд

#### Чехия
Капитан сборной Чехии Петр Пала включил в состав на финал 22-летнюю Петру Квитову (№ 8 одиночного рейтинга и № 531 парного), 25-летнюю Луцию Шафаржову (№ 17 одиночного рейтинга и № 59 парного), 27-летнюю Луцию Градецкую (№ 46 одиночного рейтинга и № 4 парного) и 26-летнюю Андреа Главачкову (№ 65 одиночного рейтинга и № 3 парного).

#### Сербия
Капитан сборной Сербии Деян Враньеш включил в состав на финал 24-летнюю Ану Иванович (№ 12 одиночного рейтинга), 27-летнюю Елену Янкович (№ 22 одиночного рейтинга и № 298 парного), 20-летнюю Бояну Йовановски (№ 56 одиночного рейтинга и № 1056 парного) и 19-летнюю Александру Крунич (№ 167 одиночного рейтинга и № 341 парного).

### Жеребьёвка
Жеребьёвка финала состоялась в пятницу, 2 ноября.

## Ход матча
| Чехия 3 | O2 Arena, Прага, Чехия 3-4 ноября, 2012 хард(i) | O2 Arena, Прага, Чехия 3-4 ноября, 2012 хард(i) | Сербия 1 |     |   |  |
| \| \| \| \| 1 \| 2 \| 3 \| \| \| - \| \| ----------------------------- \| --- \| --- \| - \| \| \| 1 \| \| Луция Шафаржова Ана Иванович \| 6 4 \| 6 3 \| \| \| \| 2 \| \| Петра Квитова Елена Янкович \| 6 4 \| 6 1 \| \| \| \| 3 \| \| Петра Квитова Ана Иванович \| 3 6 \| 5 7 \| \| \| \| 4 \| \| Луция Шафаржова Елена Янкович \| 6 1 \| 6 1 \| \| \| \| 5 \| \| [[]] / [[]] / [[]] \| \| \| \| \| |                                                 |                                                 |          |     |   |  |
| |                                                 |                                                 | 1        | 2   | 3 |  |
| 1 | Флаг Чехии · Флаг Сербии                        | Луция Шафаржова Ана Иванович                    | 6 4      | 6 3 |   |  |
| 2 | Флаг Чехии · Флаг Сербии                        | Петра Квитова Елена Янкович                     | 6 4      | 6 1 |   |  |
| 3 | Флаг Чехии · Флаг Сербии                        | Петра Квитова Ана Иванович                      | 3 6      | 5 7 |   |  |
| 4 | Флаг Чехии · Флаг Сербии                        | Луция Шафаржова Елена Янкович                   | 6 1      | 6 1 |   |  |
| 5 | Флаг Чехии · Флаг Сербии                        | [[]] / [[]] / [[]]                              |          |     |   |  |

### Первый день
Волею жребия в первый день состоялись игры между первыми и вторыми номерами команд.
Первыми на корт вышли Луция Шафаржова и Ана Иванович. Первый сет начался с большого числа невынужденных ошибок со стороны обеих участниц, но девушки до поры держали геймы на своих подачах. В третьем гейме на подаче сербки чешка смогла сначала отыграть тройной геймбол, а затем сделать брейк. В следующих двух геймах девушки обменялись брейками, после чего Луция смогла стабилизировать игру в геймах на своей подаче, взяв первую партию. Судьба второго сета, фактически, решилась уже на старте, когда чешке удались несколько острых атак и она смогла взять подачу соперницы. В дальнейшем девушки обменялись несколькими быстрыми геймами на подачах, а затем выдали двухгеймовый обоюдоострый отрезок, где сербка имела неплохие шансы отыграть брейк, однако чешка смогла спасти несколько решающих очков, лишив соперницу уверенности в своих силах. Ведя 5-3 Луция смогла взять всухую гейм на подаче соперницы и принести хозяйкам первое очко.
Второй матч некоторое время проходил на равных: Елена Янкович небезуспешно отбивала все атаки Петры Квитовой и в третьем гейме на подаче чешки даже сделала брейк, воспользовавшись несколькими невынужденными ошибками соперницы. Упущенная подача заставила чешку играть более точно — удачно проведя следующий гейм на своей подаче она тут же захватывает преимущество и на приёме, сначала сравняв счёт, а потом и выиграв партию, заставив соперницу несколько раз ошибится при игре на задней линии. Вторая партия прошла куда быстрее: Квитова трижды взяла подачу соперницы, лишь раз доведя дело до игры на балансе и завершила матч в свою пользу — 6:4, 6:1.

### Второй день
Результаты первого дня предоставили Петре Квитовой возможность принести своей сборной победное очко. В случае неудачи своего лидера, Петру Пале ждал третьего очка либо от Луции Шафаржовой, либо от сыгранной и проверенной в играх на самом высоком уровне пары Луция Градецкая / Андреа Главачкова.
Ана с самого начала атаковала с каждого мяча, стремясь не переводить игру в длинные розыгрыши. Петра до поры держалась, но в третьем гейме на своей подаче быстро проиграла несколько важных мячей и, в итоге, уступила подачу. Как и днём ранее чешка предприняла попытку отыграться в четвёртом гейме на подаче сербской соперницу, но Ана смогла удержать преимущество, а в следующем гейме в упорной борьбе вырвать и победу в сете. Во второй партии сценарий повторился — Иванович увереннее проводила геймы на своей подаче, а Квитова с трудом удерживала свои геймы. Уже в третьем гейме Ана сделала брейк, а затем закрепила преимущество на своей подаче, поведя 5-2. Оказавшись в гейме от поражения Петра смогла собраться и, вернув брейк, выиграла три гейма подряд и сравняла счёт. Победа оказалась локальной — уже в следующем гейме Ана уверенно берёт гейм на своей подаче, а затем даёт сопернице сразу тройной матчбол, трижды допустив невынужденную ошибку. С третьей попытки сербка воспользовалась своим шансом и сократила счёт в матчевой встрече.
Во втором матче дня борьба проходила лишь внутри геймов: Луция чётче действовала на решающих мячах и отдала своей сопернице лишь два гейма за матч. Сербка имела лишь два шанса взять подачу соперницу и каждый раз оказывалась проигравшей; чешка из восьми своих шансов реализовала пять. По договорённости с ITF ничего не решавший парный матч решено было не проводить.